# Anna Ciepielewska

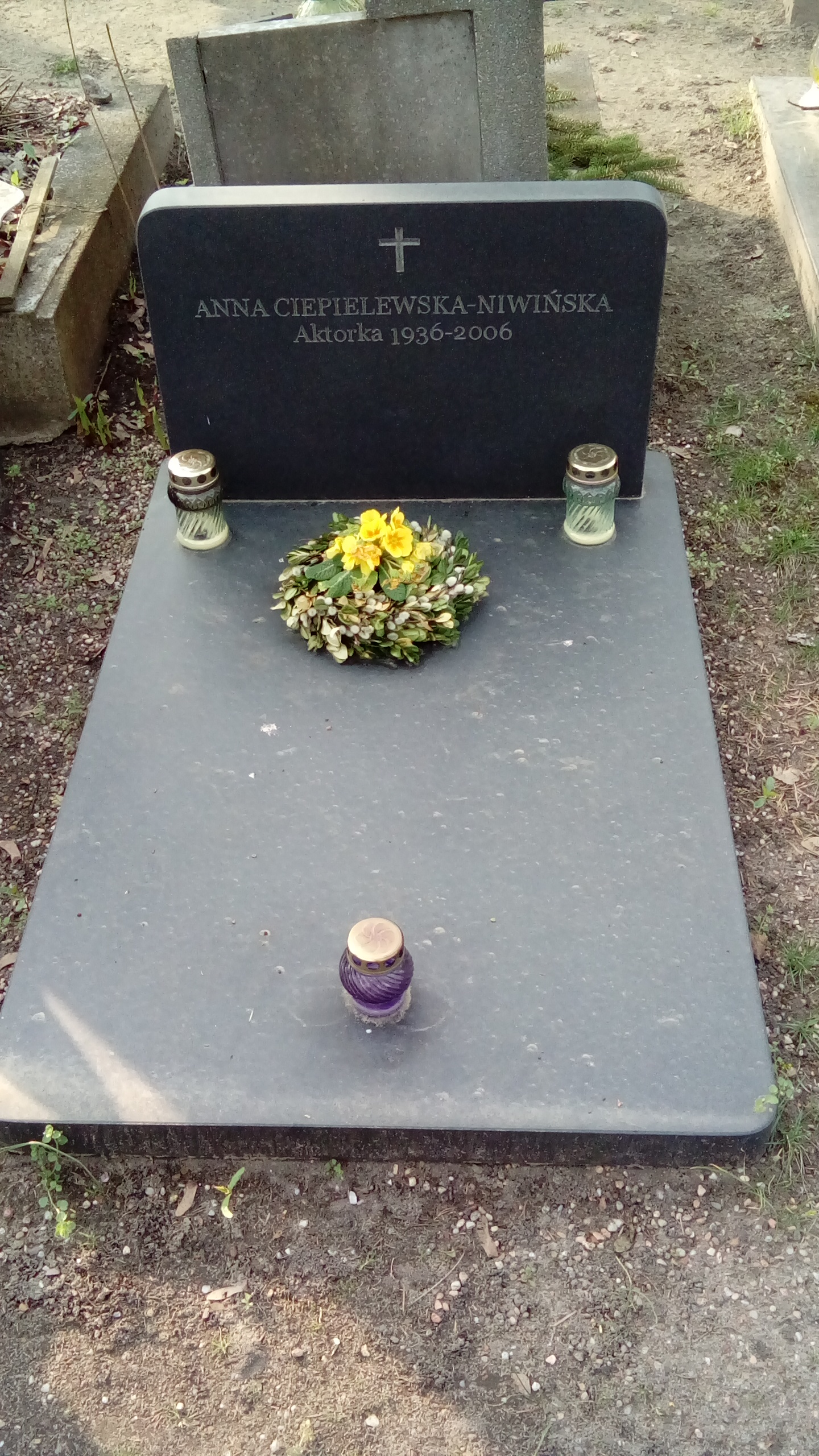
Grób Anny Ciepielewskiej na Cmentarzu wojskowym na Powązkach

Anna Ciepielewska-Niwińska (ur. 7 stycznia 1936 w Ostrogu, zm. 20 maja 2006 w Warszawie) – polska aktorka teatralna i filmowa.

## Życiorys
W 1952 roku ukończyła I Liceum Ogólnokształcące im. Juliusza Słowackiego w Częstochowie. Była absolwentką Państwowej Wyższej Szkoły Teatralnej w Warszawie w 1956 roku. Zadebiutowała w Teatrze im. Żeromskiego w Kielcach i Radomiu. Później przeniosła się do Poznania. Od 1959 roku była aktorką Teatru im. Wyspiańskiego w Katowicach. Od 1963 roku pracowała w warszawskich teatrach: Klasycznym, Ateneum i Nowym.
Od 15 grudnia 2004 roku była członkiem Zarządu Warszawskiego Koła Artystów Seniorów przy ZASP.
Była żoną aktora Stanisława Niwińskiego.
Zmarła w wyniku choroby nowotworowej. Pochowana na Cmentarzu Wojskowym na Powązkach w Warszawie (kwatera E-7-20).

## Nagrody
- 1964 – festiwal w Panamie za rolę w filmie Matka Joanna od Aniołów Jerzego Kawalerowicza.
- 1966 – festiwal w Los Alamo za rolę w filmie Pasażerka Andrzeja Munka.

## Odznaczenia
- 1967 – Odznaka 1000-lecia Państwa Polskiego[3]
- 1975 – Złoty Krzyż Zasługi
- 1979 – Odznaka za zasługi dla Kielecczyzny

## Filmografia
- 1955: Godziny nadziei − Giannina
- 1956: Trzy kobiety − Celina
- 1956: Koniec nocy − Danusia
- 1960: Matka Joanna od Aniołów − siostra Małgorzata
- 1962: Troje i las − Hania, żona gajowego
- 1963: Pasażerka − Marta
- 1963: Przygoda noworoczna − Helena, żona Stefana
- 1964: Pięciu − Maryjka, żona Wali
- 1964: Obok prawdy − Miśka
- 1964: Beata − kapitan Karska
- 1965: Trzy kroki po ziemi − doktor Wysocka (cz. 3)
- 1966: Marysia i Napoleon − 2 role: pokojówka pani Walewskiej; panna Marta
- 1967: Długa noc − Katarzyna Katjanowa
- 1968: Weekend z dziewczyną − Anna
- 1969: Do przerwy 0:1 − matka Paragona (odc. 1 i 3)
- 1969: Paragon gola − matka Paragona
- 1971: Wizyta − żona Malinowskiego
- 1971: Aktorka − Olga Siemionowna Jazykowa
- 1973: Stawiam na Tolka Banana jako matka Karioki (odc. 2)
- 1974: Orzeł i reszka − Teresa, żona Nowaka
- 1974: Łukasz − Kamińska, matka Łukasza
- 1975: Mniejszy szuka Dużego jako mamusia
- 1975: Dyrektorzy jako żona Roberta Grabowskiego (odc. 4)
- 1976: Bezkresne łąki − Marta, żona Henryka
- 1977: Tańczący jastrząb − sekretarka Basia
- 1979: Małgorzata − Małgorzata Fornalska
- 1980–1996: Dom − Marta Lawinowa, matka Basi
- 1980: Ćma − rozmówczyni z omamami (głos)
- 1981: Białe tango − doktor Zofia Majewska
- 1982: Słona róża − żona Hrusy
- 1982: Niech cię odleci mara − matka Witka
- 1982: Do góry nogami − Kurtzowa
- 1982: Blisko, coraz bliżej − Agnieszka Pasternik (odc. 1-3)
- 1983: Psychoterapia − matka Anny
- 1984: Umarłem, aby żyć − Maria Wójcikowa, matka Leopolda
- 1985: Jesienią o szczęściu − właścicielka pensjonatu
- 1987: Ballada o Januszku – Halina Ściborek, matka Marioli (odc. 8)
- 1987: Dorastanie jako matka Basi (odc. 3 i 4)
- 1987: Śmieciarz − Eugenia Bożych
- 1988: Banda Rudego Pająka jako żona leśniczego (odc. 2)
- 1988: Amerykanka − Helena Suchecka
- 1989: Urodzony po raz trzeci − Maria Wójcikowa, matka Leopolda
- 1989: Po własnym pogrzebie − Maria Wójcikowa, matka Leopolda
- 1989: Ostatni prom − Marecka
- 1991: Tak tak − Fanny, ciotka Karen
- 1991: Koniec gry − matka Janusza
- 1992: Zwolnieni z życia − sąsiadka Wysockich
- 1992: Listopad − matka Sary
- 1993: Taranthiller − teściowa docenta
- 1993: Kraj świata − kobieta czekająca na cud
- 1997: Sposób na Alcybiadesa − Więckowska, sprzątaczka w liceum (odc. 1)
- 1997–2006: Klan − Janeczka Kochańska-Ziętecka, żona mecenesa Stefana Zięteckiego, przyjaciółka Marii i Władysława Lubiczów
- 1998: Spona − Więckowska, sprzątaczka w liceum
- 1999: Wszystkie pieniądze świata − kobieta w mieszkaniu Kukusia
- 1999: Tygrysy Europy − profesor Głębocka
- 2000: Twarze i maski − matka Jakuba (odc. 5)
- 2000−2001: Miasteczko
- 2003: Psie serce − Henryka Kieleszyńska (odc. 20)
- 2005: Czego się boją faceci, czyli seks w mniejszym mieście − staruszka (odc. 2, seria III)

## Dubbing
- 1961: Nóż w wodzie – Krystyna